# SUPER BEST (松山千春のアルバム)
『SUPER BEST』（スーパーベスト）は、ポニーから発売された松山千春の企画ベスト・アルバム。1986年9月21日にCT、10月21日にCDがそれぞれリリースされた。
ポニー（現・ポニーキャニオン）の創立20周年を記念して企画されたベスト・アルバムで、CTとCDの2形態で発売されたが、収録曲がそれぞれ異なっている。

## 収録曲

### CT
Side-A
1. 季節の中で
  - 5thシングル
2. 旅立ち
  - 1stシングル
3. 歩き続ける時
  - 3rdアルバム『歩き続ける時』収録
4. 青春
  - 4thシングル
5. 初恋
  - 1stシングルc/w
6. 私を見つめて
  - 3rdアルバム『こんな夜は』収録
7. 雪化粧
  - 3rdアルバム『歩き続ける時』収録
8. 君のために作った歌
  - 1stアルバム『君のために作った歌』収録
9. 窓
  - 6thシングル
10. 夜明け
  - 7thシングル

Side-B
1. 恋
  - 8thシングル
2. 白い花
  - 3rdシングルc/w
3. 大空と大地の中で
  - 1stアルバム『君のために作った歌』収録
4. かざぐるま
  - 2ndシングル
5. 空を飛ぶ鳥のように 野を駈ける風のように
  - 4thアルバム『空を飛ぶ鳥のように 野を駈ける風のように』収録
6. 卒業
  - 6thシングルc/w、4thアルバム『空を飛ぶ鳥のように 野を駈ける風のように』収録
7. 銀の雨
  - 2ndシングルc/w、1stアルバム『君のために作った歌』収録
8. 帰ろうか
  - 8thシングルc/w
9. こんな夜は
  - 2ndアルバム『こんな夜は』収録
10. 時のいたずら
  - 3rdシングル

### CD
1. 季節の中で
2. 帰郷
  - 4thアルバム『空を飛ぶ鳥のように 野を駈ける風のように』収録
3. 青春
4. 窓
5. 空を飛ぶ鳥のように 野を駈ける風のように
6. 旅立ち
7. 雪化粧
  - 3rdアルバム『歩き続ける時』収録
8. 卒業
9. 恋
10. こんな夜は
11. 君のために作った歌
12. おいで僕のそばに
  - 4thアルバム『空を飛ぶ鳥のように 野を駈ける風のように』収録
13. 時のいたずら
14. 銀の雨
15. 夜明け
16. かざぐるま